# Siren: Blood Curse
Siren: Blood Curse, también conocido como Siren: New Translation es un videojuego de terror y la tercera parte de la saga de videojuegos Siren. Desarrollado por Project Siren y distribuido por Sony Computer Entertainment. El juego sigue a un grupo de personajes conectados de alguna manera entre sí mientras tratan de sobrevivir en el pueblo maldito de Hanuda. El juego primero llegó a estar disponible en Japón para la consola PlayStation 3 el 24 de julio de 2008, mientras que se hizo disponible en formato digital en América del Norte y Europa es mismo día. Más tarde también en Australia. y para la PlayStation 3 exactamente un día después en el mismo país. Estaba disponible para la PlayStation 3 en Europa el 31 de octubre de 2008 y en PlayStation Store en Japón el 11 de diciembre de 2008.
Siren: blood curse es una vuelta al primer juego, con muchas modificaciones a la estructura y contenido, junto con la mayoría de las mejoras del juego introducidas en Forbidden Siren 2.

## Jugabilidad
En Siren: Blood Curse, el Navegador de enlaces de los juegos anteriores se sustituye por una serie de doce episodios, cada uno contienen capítulos paralelos y se cruzan para diferentes personajes jugadores. Cada capítulo consta de ya sea de varias escenas y una misión, siendo este último donde el juego tiene lugar principalmente.
El principal modo de juego de Siren: Blood Curse generalmente implica el control de un personaje en una perspectiva en tercera persona. El jugador debe completar las misiones para poder avanzar, mientras que esquivas a los Shibitos, los principales enemigos del juego. Debido a las propias habilidades del personaje y la falta de armas, estando en desventaja con los shibitos se puede utilizar la habilidad "Vista Ajena" que se trata de ver en primera persona lo que los shibitos, y tus compañeros ven. Al contrario que en juegos anteriores, se puede jugar en pantalla partida, quitando la vulnerabilidad de estar quieto mientras lo usas. La vista ajena es imprescindible para sobrevivir en el juego, el jugador puede descubrir pistas sobre su próxima meta, objetivo o archivos a través de esta capacidad. Con los botones direccionales, se puede acceder a otras acciones para evadir a los shibitos o inmovilizarlos temporalmente, por ejemplo gritos, apagar o encender la linterna, usar un cepo o mandar a alguien a esconderse. Otras acciones se ejecutan por acercarse a un objeto y pulsar el botón X. El jugador puede entrar en un menú de pausa, que incluye un mapa de la zona en tres dimensiones, los objetivos actuales, el estado del personaje, etc. 
Siren: Blood Curse se centra en la jugabilidad de sigilo. Cuando el jugador se encuentra próximo a un shibito, el latido del corazón del personaje sonará para advertir al jugador. Los Shibitos se encuentran generalmente haciendo guardia en una cierta zona, impidiendo la entrada, o patrullando por una zona amplia. Si el jugador llama la atención de un Shibito de cualquier manera, si ve al jugador atacará, pero si llamas la atención con algún ruido, el shibito irá a ver la causa del ruido. Se puede derribar a un Shibito durante un periodo de tiempo (entre 1-2 minutos), pero acabará levantándose de nuevo. El jugador puede fallar una misión muriendo, no protegiendo a alguien, o (en el caso de Bella) ser atrapada por un Shibito.
Los personajes normalmente no tienen armas al inicio de una misión, haciéndolos muy vulnerables contra los shibitos. Hasta que puedan armarse, sin embargo, el jugador debe evitar siempre el combate. Algunos personajes, como Bella no podrán recoger armas, por lo que evadir a los shibitos es la única manera de avanzar. El jugador solo puede llevar un arma en cualquier momento. Las armas pueden ser blancas (palas), de fuego (pistolas, rifles), de un solo uso (botellas y armas rompibles) o de otro tipo (bengalas). Con las armas de fuego de una mano, además de recargarse, se debe apuntar sin retícula.
En el catálogo de Archivos, el jugador tiene acceso a las grabaciones de audio, videos y documentos recopilados por el cumplimiento de ciertas condiciones en un episodio o simplemente iniciando o terminando el capítulo, además incluye un registro de las armas encontradas a lo largo del juego. Los documentos pueden revelar detalles de la historia.

## Escenario y los personajes
Siren: Blood Curse incluye un elenco de personajes conectados entre sí, que se encuentran atrapados en los eventos paranormales que rodean al pueblo de Hanuda, Japón. El protagonista principal es Howard Wright, un estudiante de escuela secundaria estadounidense que llega a Hanuda debido a un mensaje de correo electrónico misterioso. En varios puntos en el juego, se encuentra con miembros de un equipo de televisión estadounidense: Sam Monroe, profesor de antropología; Melissa Gale, presentadora de televisión y exesposa de Sam, Bella Monroe, hija de Sam y Melissa con solo diez años de edad, y Sol Jackson, el cámara. También se encuentra con Miyako, una chica que desea escapar de Hanuda y el principal sacrificio del ritual del inicio del juego y Seigo Saiga, un médico del hospital Saiga que participa en el ritual, pero acaba ayudando a Howard y Amana, una mujer amnésica que se revela como el principal antagonista humano.
Siren: Blood Curse está situado sobre todo en diferentes zonas del pueblo de Hanuda, como Karuwari, la casa Tabori, la Mina Hanuda, y el Hospital Saiga. La religión del pueblo es la Mana. Los humanos muertos que ahora deambulan por la zona, los shibitos ((屍人, literalmente "cadáver"), son el resultado del "dios" Mana Kaiko (蚕子, literalmente "niño gusano de seda"), el antagonista principal. Los shibitos crearán un nido para cuando Kaiko resucite. Además, una vez iniciado, cualquiera que muera se convertirá en shibito. Por otra parte, debido a la influencia de Kaiko, Hanuda queda "aislada" del mundo exterior, lo que impide la comunicación y la huida de la aldea.

## Argumento
El 3 de agosto de 2007, un equipo de televisión estadounidense llega al pueblo de Hanuda, un pueblo montañoso que desapareció por completo en 1976 por un terremoto. Al llegar la noche, Sol y Melissa se tropiezan con un ritual, donde Yukie Kobe es asesinada como un sacrificio y preparan al siguiente sacrificio. De repente, Howard Wright interviene, permitiendo a Miyako escapar. Howard luego corre en busca de ayuda a la comisaría local, pero se encuentra con un policía extraño que trata de matarlo. Howard logra matar al oficial y escapar, descubriendo que el hombre ya está muerto. Mientras tanto, Yukie resucita y ataca al equipo de cámara, separándolos. Cuando Howard cruza un puente, una sirena sacude la montaña, como el policía reaparece y dispara a Howard en el pecho cayendo en el río. 
Howard más tarde despierta, con la marca de sangre del disparo, pero ileso. 
Se encuentra con Amana, la cual introduce el concepto de vista ajena, al final del episodio, un Shibito volador se lleva a Howard y la separa de Amana. Sam se despierta en las minas de Hanuda, y se reúne con Melissa por un corto tiempo. Mientras tanto, Bella, está escondida en el Hospital Saiga, y trata de pedir ayuda, lo que atrae a Sol, convertido en Shibito, y la persigue por el hospital, aunque Bella consigue huir. Y Sol ataca a Melissa que vagaba por los alrededores, buscando a Bella. Howard se encuentra con Miyako y Seigo Saiga, y reconociendo a éstos del ritual, y la escolta intentando huir de Hanuda. Más tarde, Saiga Sam conoce Saiga; Melissa vuelve a trabajar con él. Al salir, Saiga decide suicidarse después de Yukie aparece de nuevo. Melissa y Sam más tarde se encuentran con Bella que, para su horror, se ha convertido en un shibito.
Mientras esto sucede, Amana recupera sus recuerdos perdidos, recordando que ella debe resucitar al dios Kaiko en el mundo. Por lo que busca a Miyako, los encuentra y consigue separar a Howard de Miyako,toma a Miyako lejos y la lleva al Nido Shibito. Howard les persigue, pero es demasiado tarde: Miyako ya había sido sacrificado.
Profundizando en ello, Howard se encuentra con los Shibitos de Sam y Bella, así como un demente Melissa, que dispara y mata a él. Inexplicablemente, Howard y las muertes de Bella y Sam causan un bucle temporal. El jugador regresa al punto de que Howard, con vida, encontró por primera vez Amana. Esta vez, Howard, recordando sus acciones a partir de la línea de tiempo anterior, se escapa de ella, y, recordando así, no se sigue. 
En esta línea de tiempo, Sol y Sam se reúnen en las minas de Hanuda, mientras que Melissa encuentra a Bella, sano y salvo, en el hospital. Sin embargo, Sol muere después de que él y Sam están rodeados, y Melissa muere mientras salva a Bella de un Shibito gusano. Saiga, consiguiendo una extraña sensación de déjà vu, protege brevemente a Bella de más Shibito antes el descubrimiento de un antiguo texto Mana. Bella por su parte se esconde en la residencia Tabori, y consigue huir, no sin antes encontrar a Mellissa convertida en shibito Sam descubre más tarde, descubriendo que los acontecimientos que estaban experimentando estaban predestinados. Howard, por su parte, recuerda que Miyako había fusionado la sangre con la suya para evitar que se convierta en un mismo Shibito, y va en busca de ella. Al encontrarse con ella, Howard recuerda los acontecimientos de la línea de tiempo anterior. Miyako le explica que el pueblo está atrapado actualmente en un bucle de tiempo sin fin, y que deben liberar el "otro poder" para detenerlo. Al hacerlo aparece Amana, que quema dejando insconciente a Howard y se lleva a Miyako para realizar el ritual para resucitar al dios Kaiko...

## Elementos exclusivos
El lanzamiento europeo de Blood Curse incluye un exclusivo making-of titulado Detrás de la cortina del Terror, al que se accede a través del video del menú PS3.

## Banda sonora
La banda sonora original de Siren: Blood Curse, titulada Siren: New Translation Original Soundtrack. fue lanzado en Japón el 27 de agosto de 2008 
Siren: New Translation Original Soundtrack
Álbum de Banda sonora por Hitomi Shimizu 
Liberado 27 de agosto de 2008
Género:	Videojuego soundtrack
- Datos: Q2288007